# (3627) Sayers
Pour les articles homonymes, voir Sayers.
(3627) Sayers est un astéroïde de la ceinture principale.

## Description
(3627) Sayers est un astéroïde de la ceinture principale. Il fut découvert le 28 février 1973 à Bergedorf par Luboš Kohoutek. Il présente une orbite caractérisée par un demi-grand axe de 2,35 UA, une excentricité de 0,15 et une inclinaison de 9,7° par rapport à l'écliptique.

## Compléments